# NGC 2790
NGC 2790 est une galaxie spirale située dans la constellation du Cancer. NGC 2790 a été découverte par l'astronome allemand Albert Marth en 1865.

## Caractéristiques

### Distance
Sa vitesse par rapport au fond diffus cosmologique est de (8 131 ± 20) km/s, ce qui correspond à une distance de Hubble de 119,9 ± 8,4 Mpc (∼391 millions d'al).

### Émission de radiation ultraviolette
NGC 2790 est une galaxie dont le noyau brille dans le domaine de l'ultraviolet. Elle est inscrite dans le catalogue de Markarian sous la cote Mrk 1228 (MK 1228).

### Radiogalaxie
Selon la base de données Simbad, NGC 2790 est une radiogalaxie.